# J'ai lu
J'ai lu (Frans: "ik heb gelezen") is een Franse uitgeverij. J'ai lu werd in 1958 opgericht door Frédéric Ditis, op verzoek van Henri Flammarion. Sinds 2004 is het een deel van de Groupe Flammarion.
De uitgeverij publiceert werken van zowel Franse als buitenlandse auteurs, zowel klassiek als hedendaags en behorend tot verschillende genres, waaronder romans, fantasy, stripverhalen, detectiveverhalen en liefdesromans en tot 2005 ook Japanse strips ofwel Manga's (van Shueisha). J'ai lu publiceert een groot deel van de romans in pocketformaat.

## Collecties
- « Aventure secrète » : voortgekomen uit de fusie van « L'Aventure mystérieuse  » en « New Age ».
- « Bien être »
- « Comédie romantique »
- « Connaissance »
- « Cuisine »
- « Fantastique et Fantasy »
- « Humour »
- « J'ai lu pour elle »
- « Jeunesse »
- « L'Aventure aujourd'hui »
- « L'Aventure mystérieuse »
- «Leur aventure »
- « Littérature »
- « Mes droits »
- « Millénaires »
- « Policier »
- « Récit »
- « Romans - texte intégral »
- « Science fiction et fantastique »
- « Stephen King »
- « Vie active »

### Manga's (tot 2005)
- City Hunter - Nicky Larson
- Fly
- JoJo's Bizarre Adventure
- Keeper Coach
- Ken le survivant
- Kimagure Orange Road - Max et Compagnie
- Moi Taro Misaki
- Olive et Tom - Captain Tsubasa
- Olive et Tom - Captain Tsubasa World Youth
- Patariro, le voyage vers l'Occident
- Racaille Blues
- Shinchan
- Sous un rayon de lune
- Tekken Chinmi